# Кри-кри
Кри-кри́, также критский горный козёл, агри́ми (лат. Capra hircus cretica, греч. κρι-κρι, αγρίμι) — повторно одичавший подвид домашней козы (Capra hircus), распространённый в восточном Средиземноморье. Сегодня встречается только на Крите и соседних прибрежных островках Дия, Айи-Теодори и Айи-Пандес, а также в Македонии.
Самцов кри-кри обычно называют агрими, а самок — санада.

## Внешний вид

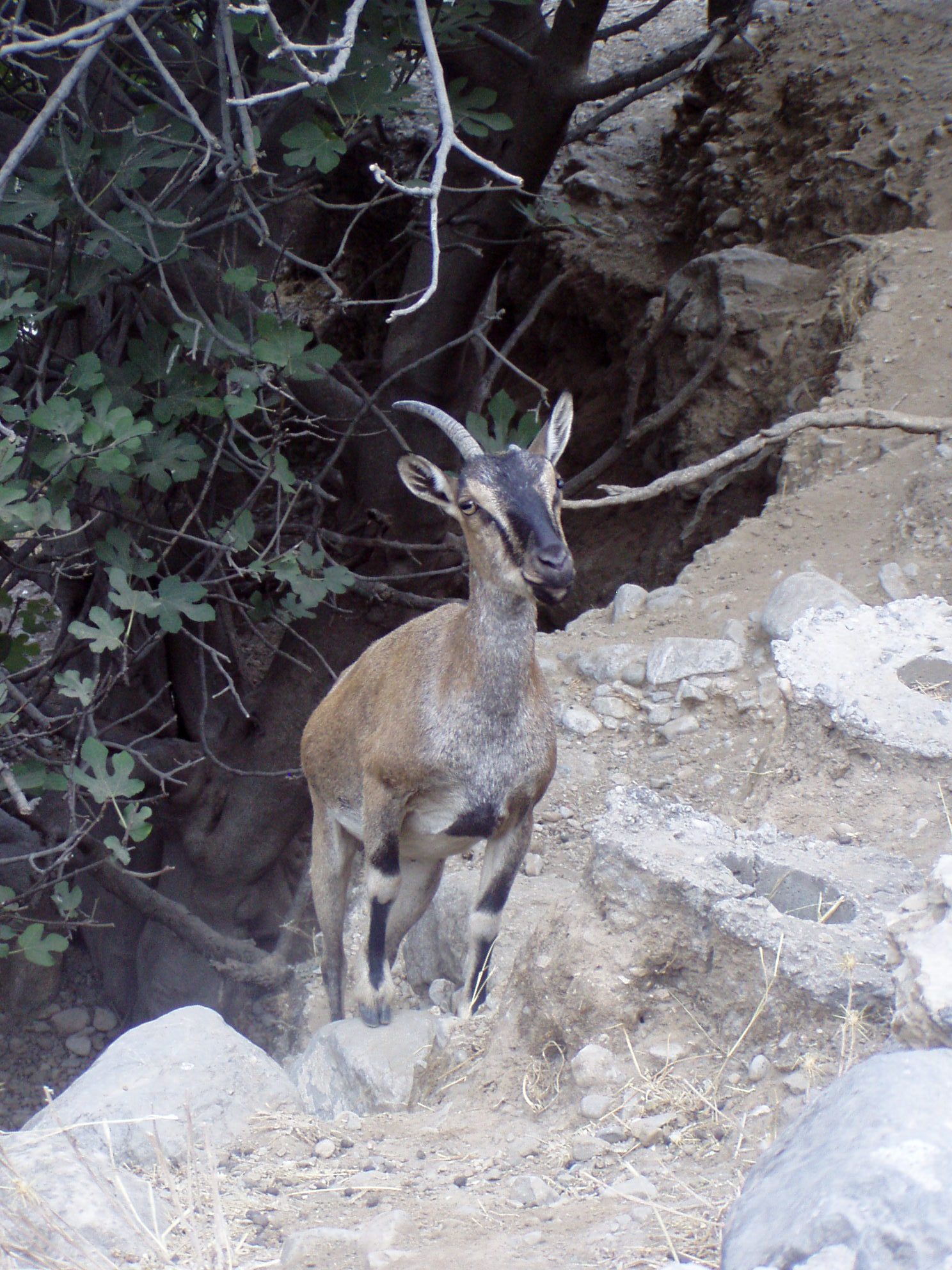

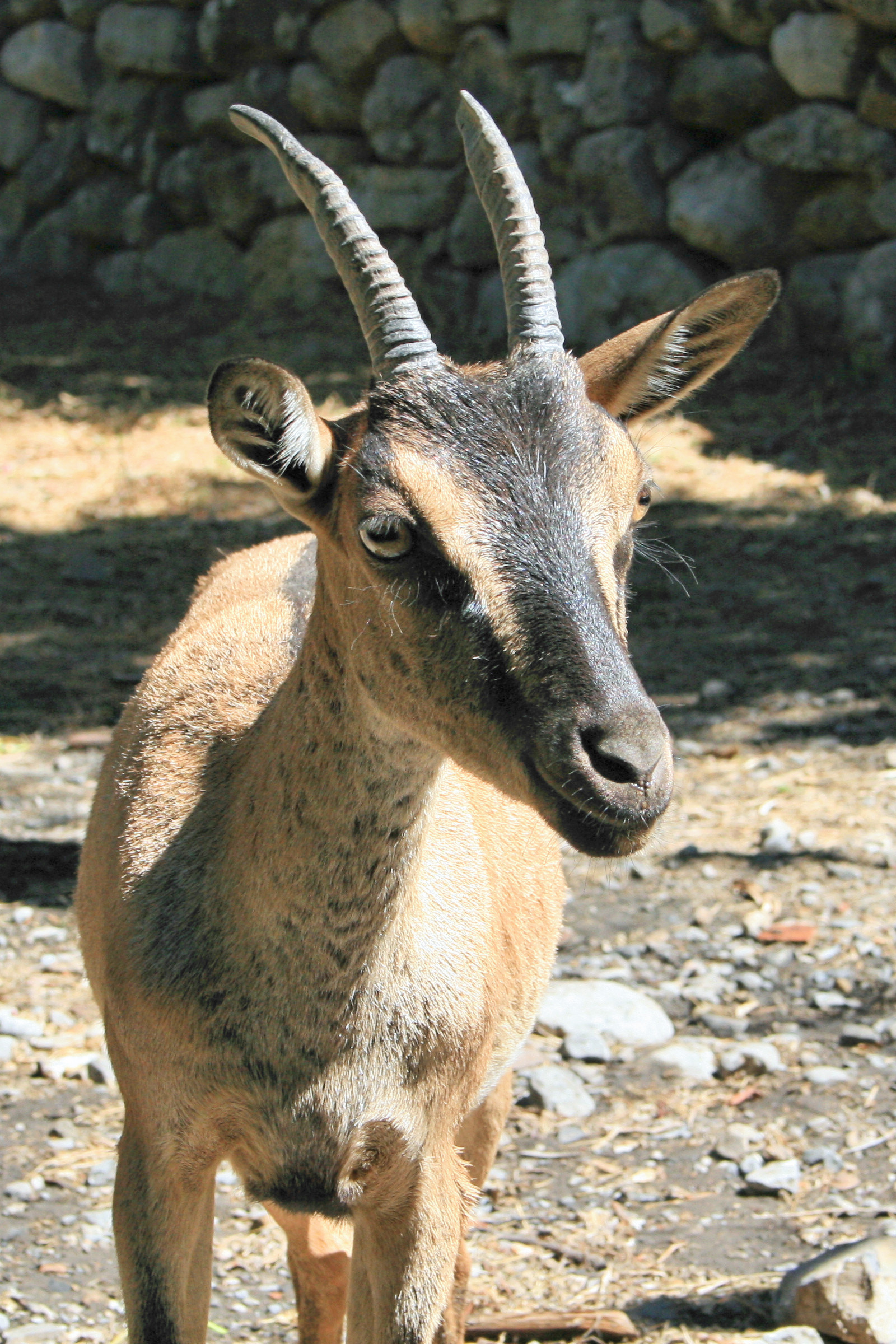

Длина тела кри-кри достигает 1,2—1,6 м, к этому добавляется хвост длиной 15 до 20 см. Высота в плечах составляет около 80 см, вес — от 15 до 40 кг. Кри-кри имеют светло-коричневую шерсть, на ногах и морде — тёмно-коричневую. Летом шерсть становится красновато-коричневой, а зимой — светло-серой. Вдоль спины тянется чёрная полоса (пояс). Голову самцов украшают два загнутых назад рога.

## История
Считается, что домашние козы были завезены на остров Крит ещё в период минойской цивилизации, часть из них одичала и приблизилась к форме своего дикого предка - безоарового козла. Ранее кри-кри водились на многих островах Эгейского моря, но сейчас они являются эндемиком Крита и встречаются только на территории острова. Кри-кри живут на склонах Лефка Ори и на территории Самарийского ущелья. 
К 1960 годам популяция кри-кри была под угрозой вымирания и насчитывала всего 200 голов, так как кри-кри был основным источником мяса для критских партизан во время немецкой оккупации в годы Второй мировой войны. Поэтому в 1962 году было решено учредить на территории Самарийского ущелья национальный парк для охраны этих животных. В 1970-х годах популяция кри-кри была искусственно восстановлена в природном парке Буразани. Сегодня на Крите насчитывается около 2000 особей кри-кри, охота на них строго запрещена.
В результате археологических раскопок на территории острова были найдены росписи с изображением кри-кри. Некоторые учёные считают, что во времена античности на Крите существовал религиозный культ этого животного.